# Pleurozia
Genre
Synonymes
- Eopleurozia R.M.Schust., 1961[1]
- Physiotium Nees, 1838

Pleurozia est un genre de plantes de la famille des Pleuroziaceae.
synonymes : 
- Eopleurozia R.M. Schust., 1961
- Physiotium Nees, 1838

## Liste d'espèces
Selon BioLib (9 septembre 2020) , Catalogue of Life (9 septembre 2020) et ITIS (9 septembre 2020) :
- Pleurozia acinosa (Mitt.) Trevis.
- Pleurozia articulata (Lindb.) Lindb. & Lackström
- Pleurozia caledonica (Gottsche) Steph.
- Pleurozia conchifolia (Hook. & Arn.) Austin
- Pleurozia curiosa B.M. Thiers
- Pleurozia gigantea (F. Weber) Lindb.
- Pleurozia heterophylla Steph. ex Fulford
- Pleurozia johannis-winkleri Herzog
- Pleurozia paradoxa (J.B. Jack) Schiffn.
- Pleurozia pocsii Frank Müll.
- Pleurozia purpurea Lindb.
- Pleurozia subinflata (Austin) Austin

Selon The Plant List (9 septembre 2020) :
- Pleurozia acinosa (Mitt.) Trevis.
- Pleurozia arcuata Horik.
- Pleurozia articulata (Lindb.) Lindb. & Lackström
- Pleurozia conchifolia (Hook. & Arn.) Austin
- Pleurozia curiosa B. Thiers
- Pleurozia gigantea (F. Weber) Lindb.
- Pleurozia giganteoides Horik.
- Pleurozia johannis-winkleri Herzog
- Pleurozia paradoxa Schiffner
- Pleurozia purpurea Lindb.
- Pleurozia subinflata (Austin) Austin

Selon Tropicos (9 septembre 2020) (Attention liste brute contenant possiblement des synonymes) :
- Pleurozia acinosa (Mitt.) Trevis.
- Pleurozia arcuata Horik.
- Pleurozia articulata (Lindb.) Lindb. & Lackström
- Pleurozia borneensis (De Not.) Trevis.
- Pleurozia caledonica (Gottsche ex J.B. Jack) Steph.
- Pleurozia conchifolia (Hook. & Arn.) Austin
- Pleurozia curiosa B.M. Thiers
- Pleurozia evoluta (Mitt.) Steph.
- Pleurozia gigantea (F. Weber) Lindb.
- Pleurozia giganteoides Horik.
- Pleurozia heterophylla Steph. ex Fulford
- Pleurozia hispida Steph.
- Pleurozia johannis-winkleri Herzog
- Pleurozia microcarpa (J.B. Jack) Steph.
- Pleurozia muelleri (Gottsche ex J.B. Jack) Steph.
- Pleurozia myriangium (De Not.) Trevis.
- Pleurozia paradoxa (J.B. Jack) Schiffn.
- Pleurozia pocsii Frank Müll.
- Pleurozia purpurea Lindb.
- Pleurozia roraimae (Mitt. ex Thurn) Schiffn.
- Pleurozia simplicissima Herzog
- Pleurozia sphagnoides Trevis.
- Pleurozia subinflata (Austin) Austin

## Publication originale
- Dumortier B.C. (1835). "Recueil d'observations sur les Jungermanniacées". fascicle 1: 1–27. Tournay.